# Aglaophamus digitatus
Aglaophamus digitatus är en ringmaskart som beskrevs av Hartman 1967. Aglaophamus digitatus ingår i släktet Aglaophamus och familjen Nephtyidae. Inga underarter finns listade i Catalogue of Life.